# Seno sagittale superiore
Il seno sagittale superiore (noto anche come seno longitudinale superiore) è una struttura impari che corre lungo il margine fisso della falce cerebrale. Drena il sangue venoso ed il liquido cerebrospinale dagli aspetti laterali degli emisferi cerebrali fino alla confluenza dei seni.

## Struttura
Origina dal forame cieco dell'osso frontale, attraverso il quale riceve vene emissarie dalla cavità nasale, e corre in senso antero-posteriore lungo la doccia sagittale che attraversa le ossa frontale, parietali ed occipitale. Vicino alla protuberanza occipitale interna, drena nella confluenza dei seni ma occasionalmente può terminare lateralmente ad essa, in uno dei seni trasversi(di solito il destro). Il seno sagittale superiore è solitamente diviso in tre parti: anteriore (da forame cieco a bregma), medio (da bregma a lambda), posteriore (da lambda a confluenza).
Ha sezione triangolare, con l'apice orientato verso il basso, ed aumenta gradualmente di dimensioni lungo il suo decorso.
La sua superficie interna presenta gli orifizi delle vene cerebrali superiori; numerose bande fibrose (chordae Willisii) si estendono trasversalmente attraverso l'angolo inferiore del seno e piccole aperture comunicano con lacune venose di forma irregolare presenti nella dura madre adiacente al seno.
In genere sono presenti tre lacune su entrambi i lati del seno: una piccola frontale, una grande parietale e una occipitale, di dimensioni intermedie.
La maggior parte delle vene cerebrali provenienti dalla superficie esterna degli emisferi si aprono in queste lacune, e numerose granulazioni aracnoidee (del Pacchioni) si proiettano in esse dal basso.

## Funzione
Il seno sagittale superiore riceve le vene cerebrali superiori, le vene diploiche e della dura madre e, vicino all'estremità posteriore della sutura sagittale, le vene del pericranio, che passano attraverso i forami parietali.
Il liquido cerebrospinale drena attraverso le granulazioni aracnoidee nel seno sagittale superiore e ritorna alla circolazione venosa.

## Galleria d'immagini

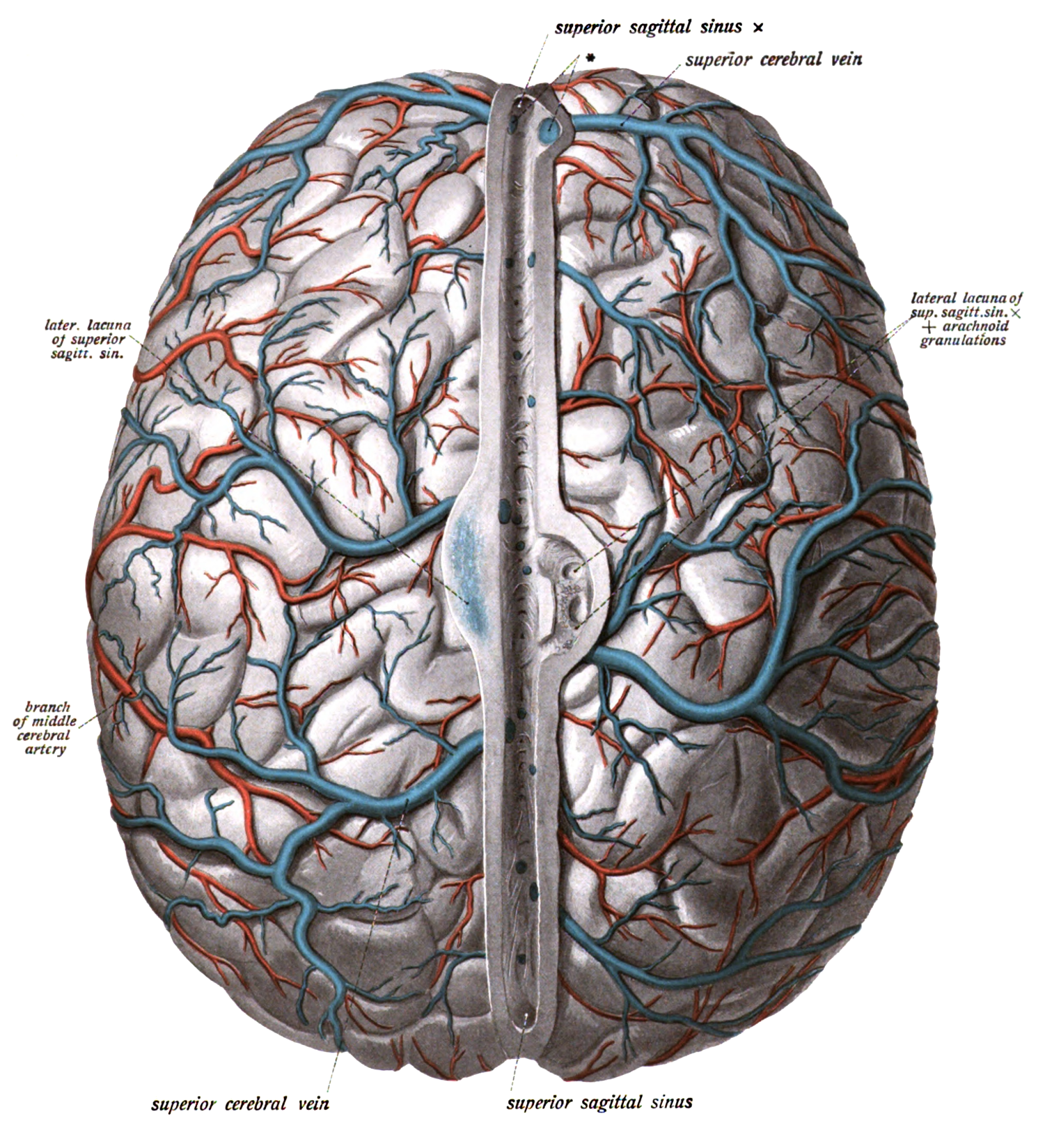
Cervello con seno sagittale al centro, con varie lacune.
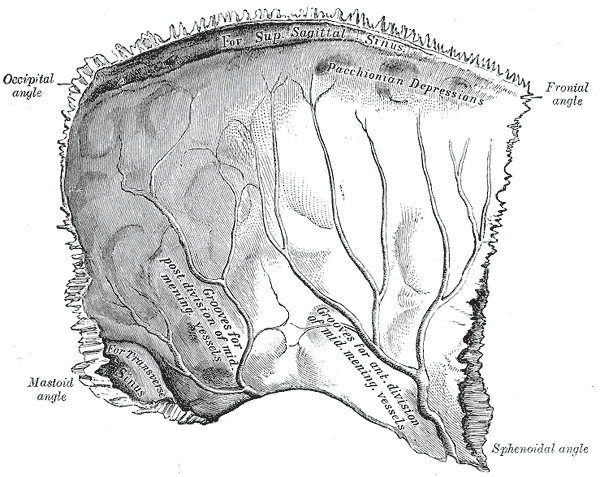
Osso parietale sinistro. Superficie interna.
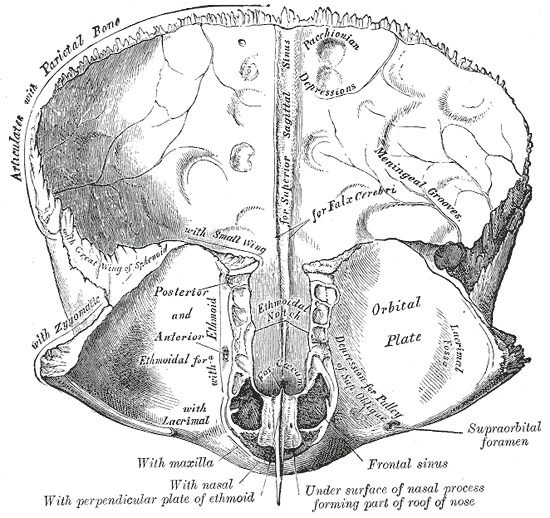
Osso frontale. Superficie interna.
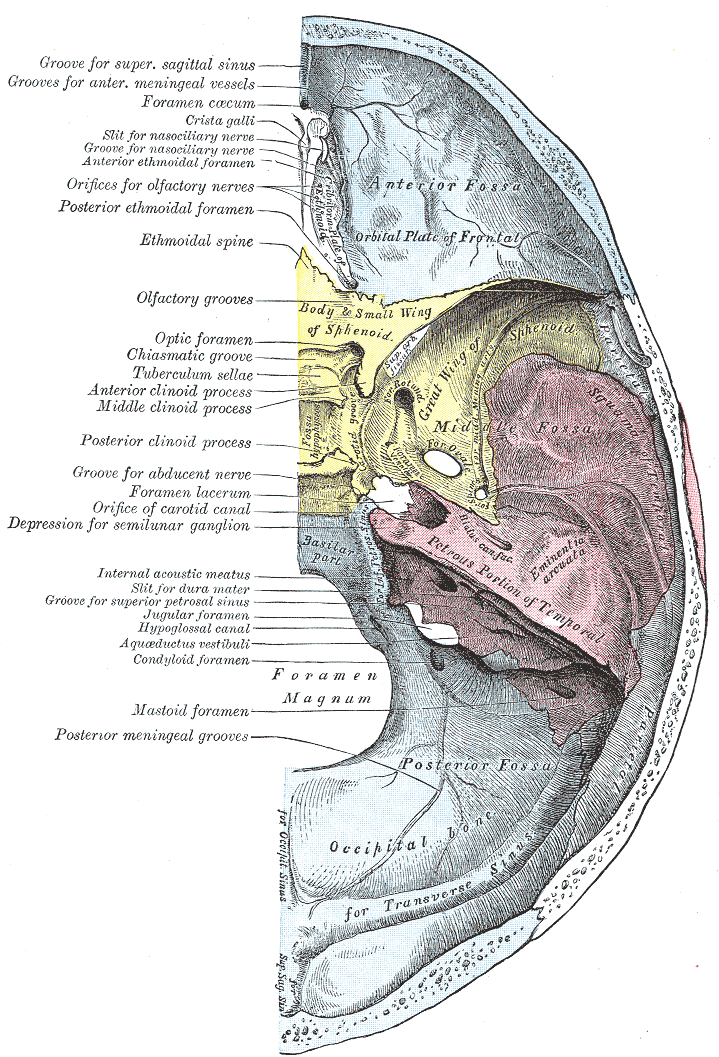
Base del cranio. Superficie superiore.
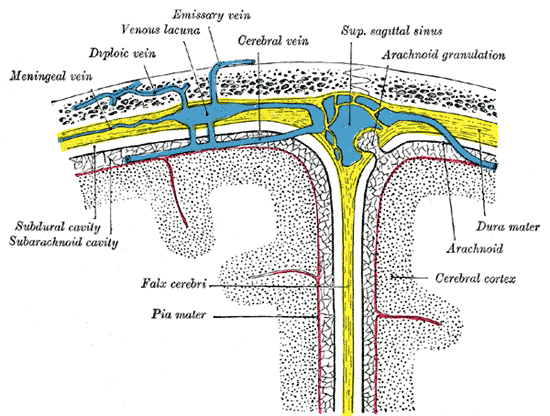
Rappresentazione schematica di una sezione della parte superiore del cranio, che mostra le membrane del cervello, ecc.
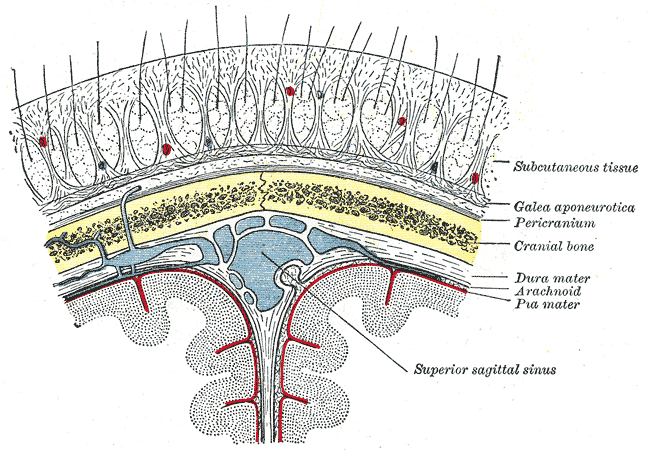
Sezione schematica del cuoio capelluto.
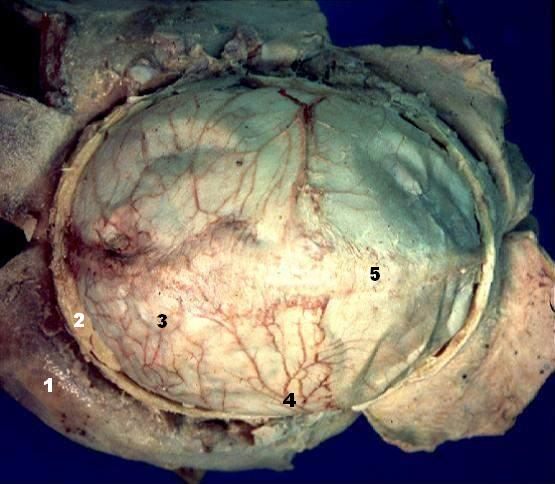
Cervello umano con dura madre
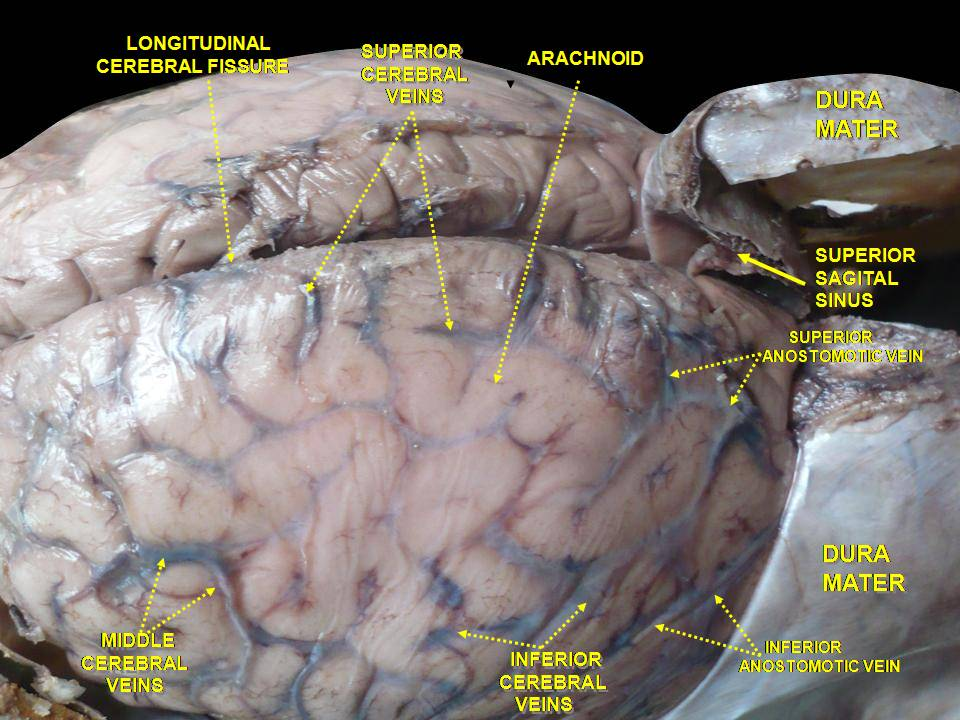
Meningi e vene cerebrali superficiali. Dissezione profonda. Visione superiore.
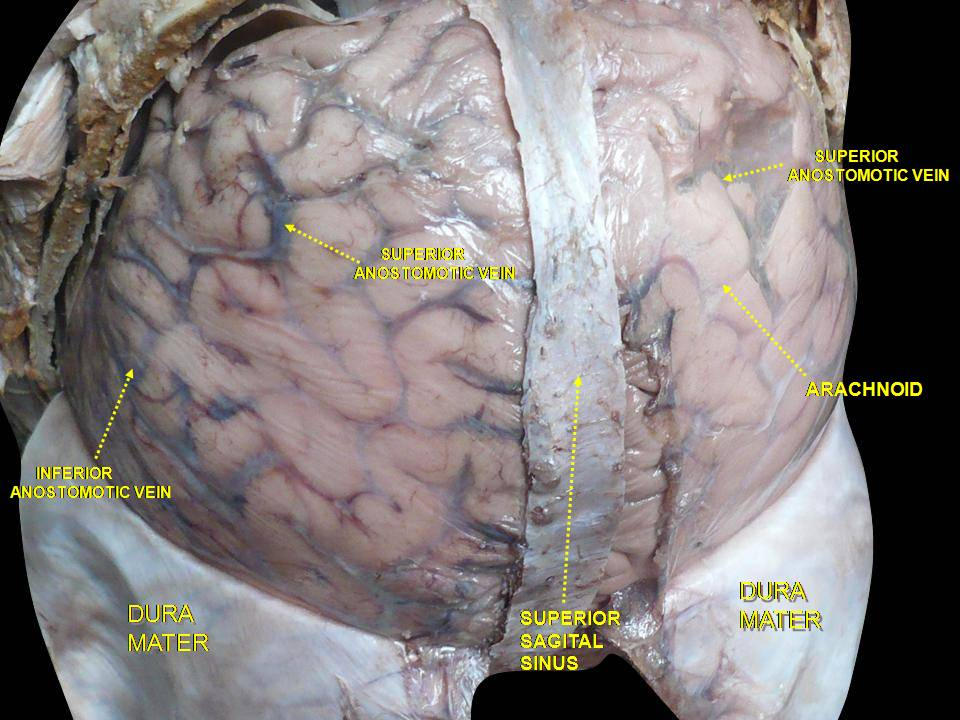
Meningi e vene cerebrali superficiali. Dissezione profonda. Visione superiore.